# Budapesti Partizán SC
A Budapesti Partizán SC egy megszűnt labdarúgócsapat, melynek székhelye Budapesten volt. A csapat egy alkalommal szerepelt az NB I-ben még az 1945-46-os idényben.

## Névváltozások
- 1945–1946 IX. ker. Dózsa MaDISz
- 1946–1948 Budapesti Partizán SC

## Híres játékosok
* a félkövérrel írt játékosok rendelkeznek felnőtt válogatottsággal.
- Aspirány Gusztáv
- Miklósi István
- Nagy István

## Sikerek
NB I
- Résztvevő: 1945-46

NB II
- Bajnok: 1945